# Peres Jepchirchir
Peres Jepchirchir (27 settembre 1993) è una maratoneta keniota.

## Biografia
Nel 2016 ha conquistato la medaglia d'oro ai campionati del mondo di mezza maratona di Cardiff, sia nella gara individuale che in quella a quadre. Anche nell'edizione successiva, a Gdynia 2020, si è diplomata campionessa mondiale di mezza maratona, mentre nella classifica a squadre ha conquistato la medaglia d'argento.
In carriera ha vinto diverse mezze maratone e maratone internazionali, ma il suo risultato più importante risale al 2021, quando è salita sul gradino più alto del podio della maratona ai Giochi olimpici di Tokyo.

## Progressione

### Mezza maratona
| Stagione | Tempo    | Luogo          | Data       | Rank. Mond. |
| -------- | -------- | -------------- | ---------- | ----------- |
| 2020     | 1h05'16" | Gdynia         | 17-10-2020 |             |
| 2019     | 1h06'54" | Lisbona        | 20-10-2019 |             |
| 2017     | 1h05'06" | Ras al-Khaima  | 10-2-2017  |             |
| 2016     | 1h06'39" | Ras al-Khaima  | 12-2-2016  |             |
| 2015     | 1h07'17" | Ústí nad Labem | 12-9-2015  |             |

### Maratona
| Stagione | Tempo    | Luogo    | Data       | Rank. Mond. |
| -------- | -------- | -------- | ---------- | ----------- |
| 2021     | 2h27'20" | Tokyo    | 7-8-2021   |             |
| 2020     | 2h17'16" | Valencia | 6-12-2020  |             |
| 2019     | 2h23'50" | Saitama  | 8-12-2019  |             |
| 2013     | 2h47'33" | Kisumu   | 15-12-2013 |             |

## Palmarès
| Anno | Manifestazione             | Sede    | Evento         | Risultato | Prestazione | Note                                     |
| ---- | -------------------------- | ------- | -------------- | --------- | ----------- | ---------------------------------------- |
| 2016 | Mondiali di mezza maratona | Cardiff | Individuale    | Oro       | 1h07'31"    |                                          |
| 2016 | Mondiali di mezza maratona | Cardiff | A squadre      | Oro       | 3h22'59"    |                                          |
| 2020 | Mondiali di mezza maratona | Gdynia  | Individuale    | Oro       | 1h05'16"    | Miglior prestazione personale stagionale |
| 2020 | Mondiali di mezza maratona | Gdynia  | A squadre      | Argento   | 3h18'10"    |                                          |
| 2021 | Giochi olimpici            | Tokyo   | Maratona       | Oro       | 2h27'20"    | Miglior prestazione personale stagionale |
| 2023 | Mondiali corsa su strada   | Riga    | Mezza maratona | Oro       | 1h07’25"    | Record dei campionati                    |
| 2023 | Mondiali corsa su strada   | Riga    | A squadre      | Oro       |             |                                          |
| 2024 | Giochi olimpici            | Parigi  | Maratona       | 15ª       | 2h26'51"    |                                          |

## Altre competizioni internazionali
2014
- Argento al BOclassic ( Bolzano), 5 km - 15'51"

2016
- 4ª alla mezza maratona di Ras al-Khaima ( Ras al-Khaima) - 1h06'39"
- Oro alla mezza maratona di Yangzhou ( Yangzhou) - 1h07'21"
- Oro alla mezza maratona di Valencia ( Valencia) - 1h07'09"
- 5ª alla Mezza maratona di Delhi ( Nuova Delhi) - 1h08'28"
- Oro alla World 10K Bangalore ( Bangalore) - 32'15"

2017
- Oro alla Mezza maratona di Ras al-Khaima ( Ras al-Khaima) - 1h05'06"

2019
- 6ª alla mezza maratona di Ras al-Khaima ( Ras al-Khaima) - 1h07'36"
- Oro alla Mezza maratona di Lisbona ( Lisbona) - 1h06'54"

2020
- Oro alla Maratona di Valencia ( Valencia) - 2h17'16"
- Oro alla Mezza maratona di Praga ( Praga) - 1h05'34"

2021
- Oro alla Maratona di New York ( New York) - 2h22'39"

2022
- Oro alla Maratona di Boston ( Boston) - 2h21'01"

2023
- Bronzo alla Maratona di Londra ( Londra) - 2h18'38"

2024
- Oro alla Maratona di Londra ( Londra) - 2h16'16"
- 7ª alla mezza maratona di Ras al-Khaima ( Ras al-Khaima) - 1h07'19"